# Ryszard Helak

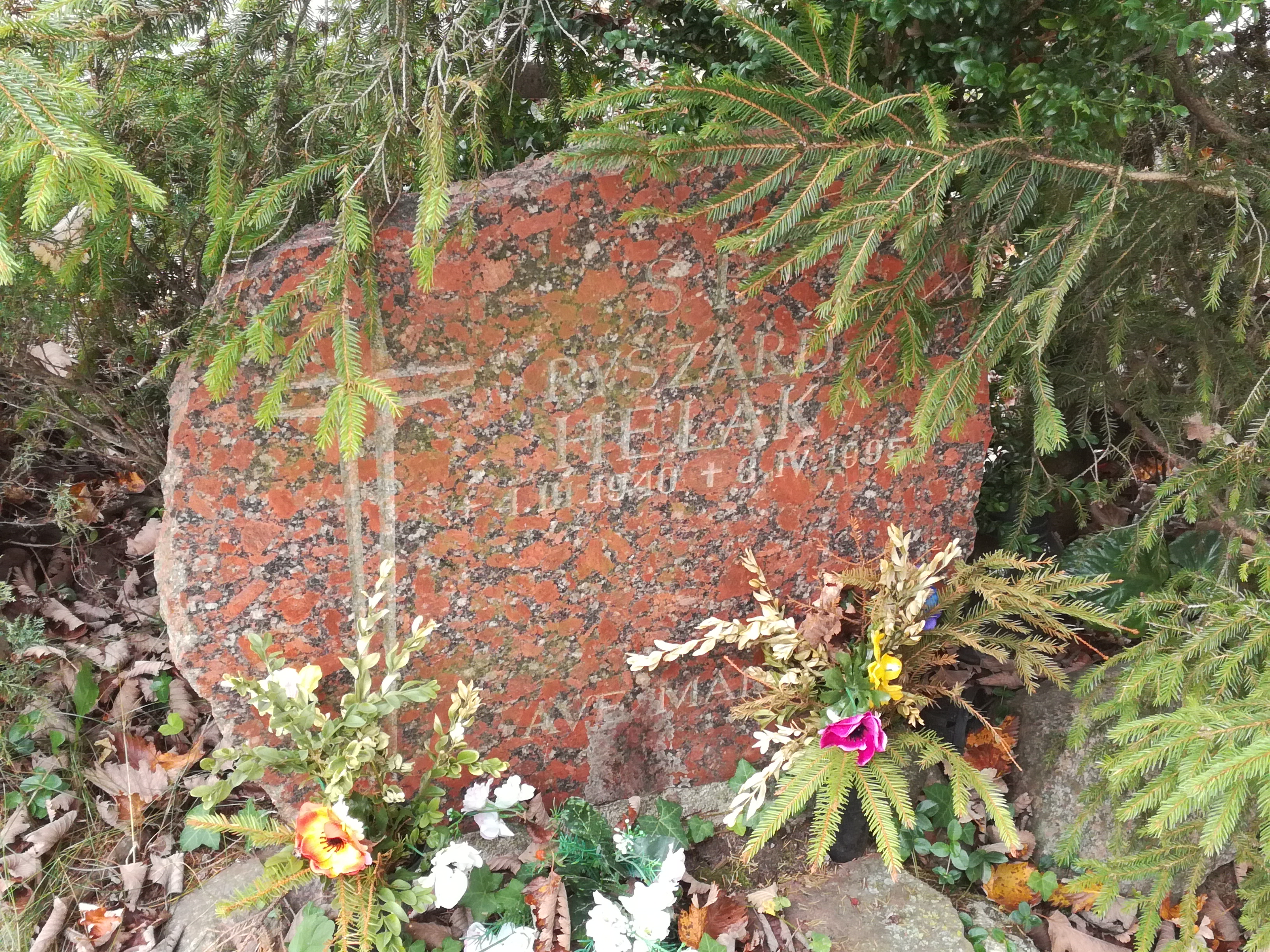
Grób Ryszarda Helaka na Cmentarzu Łostowickim w Gdańsku

Ryszard Kazimierz Helak (ur. 4 marca 1940 w Grudziądzu, zm. 3 kwietnia 1995 w Warszawie) – polski inżynier, poseł na Sejm X kadencji.

## Życiorys
Ukończył w 1965 studia z zakresu architektury na Wydziale Architektury i Urbanistyki Politechniki Gdańskiej. Po studiach przez trzy lata pracował w Państwowej Pracowni Urbanistycznej w Świnoujściu, a następnie w bydgoskich biurach projektowych.
W latach 80. działał w opozycji demokratycznej w ramach Niezależnego Samorządnego Związku Zawodowego „Solidarności”, był delegatem na I Krajowy Zjazd Delegatów w Gdańsku. W stanie wojennym został internowany na okres od 13 grudnia 1981 do 4 grudnia 1982. Po zwolnieniu kontynuował działalność w strukturach niejawnych, był publicystą w prasie drugiego obiegu. W 1989 z ramienia Komitetu Obywatelskiego uzyskał mandat posła X kadencji z okręgu bydgoskiego. W trakcie kadencji przystąpił do Ruchu Obywatelskiego Akcja Demokratyczna, a następnie do Unii Demokratycznej. W 1991 nie został ponownie wybrany. Pełnił funkcję doradcy ministra obrony narodowej, następnie podsekretarza stanu w tym resorcie.
W 1994 został odznaczony Srebrnym Medalem „Za zasługi dla obronności kraju”, a w 2018 pośmiertnie – Krzyżem Komandorskim Orderu Odrodzenia Polski oraz Krzyżem Wolności i Solidarności.
Pochowany na Cmentarzu Łostowickim w Gdańsku.